# David Dawson (chorégraphe)
David Dawson, né le 4 mars 1972, est un danseur et chorégraphe britannique.